# Ван Ален, Джеймс
Джеймс Генри (Джимми) ван Ален (англ. James Henry 'Jimmy' van Alen; 19 сентября 1902, Ньюпорт, Род-Айленд — 3 июля 1991, там же) — американский спортсмен, предприниматель, филантроп и спортивный администратор. Джимми ван Ален, неоднократный чемпион США по корт-теннису и президент казино в Ньюпорте, известен в первую очередь как реформатор тенниса, изобретатель тай-брейка и основатель Международного зала теннисной славы.

## Биография
Джимми ван Ален родился в Ньюпорте (Род-Айленд) в 1902 году в богатой семье. Он был наследником династий Асторов и Вандербильтов. Мальчик рос в США и Англии, проведя значительную часть детства в окружении слуг. Он окончил начальную школу в Англии, но планируемому поступлению в Итонский колледж помешало начало мировой войны, и Джеймс продолжил учёбу по другую сторону Атлантики — сначала в Ньюпорте, а затем в Лейк-Плэсиде. В 1920 году он поступил в Кембридж, где вошёл в сборную университета по лаун-теннису. Проявив себя отличным спортсменом, он в дальнейшем стал капитаном объединённой оксфордско-кембриджской команды, нанесшей поражение объединённой сборной Гарварда и Йеля. Впоследствии спортивная карьера ван Алена развивалась параллельно в лаун-теннисе и корт-теннисе. В первом он стал участником крупнейших международных турниров (Уимблдона, чемпионата Франции и чемпионата США), но основных успехов добился во втором, трижды (в 1933, 1938 и 1940 годах) став победителем национального первенства США в одиночном разряде.
Отслужив в годы II мировой войны во флоте, ван Ален возглавил в 1952 году Ньюпортское казино — исторический центр американского тенниса, первое место проведения чемпионатов США. Под его руководством казино обрело вторую молодость, а на его травяных кортах был организован вначале выставочный, а затем и профессиональный теннисный турнир, проходящий по сей день. На территории казино усилиями ван Алена и его второй жены Кэндис в 1954 году был основан Американский зал теннисной славы (впоследствии — Международный зал теннисной славы). С 1957 года ван Ален стал президентом этой организации, а в 1965 году сам стал его членом — одним из первых, внесённых в списки не за успехи на корте, а за заслуги перед спортом вне игровой площадки.
Одной из важнейших заслуг ван Алена перед современным теннисом стало активное продвижение им идеи отказа от принципа победы в сете с разрывом не меньше, чем в два гейма. Историк тенниса Бад Коллинз предполагает, что толчком к реформе стал матч показательного турнира в Ньюпортском казино в 1954 году. В этом матче между американцами Хэмом Ричардсоном и Стрейтом Кларком был зафиксирован счёт 6-3, 9-7, 12-14, 6-8, 10-8. Сам ван Ален вспоминал: 

Всех интересовал финал в парном разряде с участием великих австралийцев — Нила Фрейзера и Рекса Хартвига против Лью Хоуда и Кена Розуолла. Но этот ужасный одиночный матч всё тянулся и тянулся, и в конце концов нам пришлось перенести матч пар на дальний корт.Оригинальный текст (англ.)The match everybody wanted to see was the doubles final with the great Aussies - Neale Fraser and Rex Hartwig against Lew Hoad and Ken Rosewall. But that atrocious singles kept going on and on, and eventually we had to put the doubles on an outside court.
После этого ван Аленом была разработана система VASSS (Van Alen Streamlined Scoring system, «Система непрерывного набора очков ван Алена»), представлявшая собой вариацию на тему подсчёта очков в настольном теннисе. По этой системе победа в матче присуждалась после выигрыша 31 подачи. VASSS впервые была опробована в Ньюпорте в 1965 году, когда ван Ален пригласил ведущих мировых профессионалов (в их числе были Род Лейвер, Панчо Гонсалес, Лью Хоуд и Кен Розуолл) участвовать в турнире с неслыханным по тем временам призовым фондом в 10 тысяч долларов. Однако успеха новая система не имела. Иная судьба ждала второе изобретение ван Алена — тай-брейк, который он называл «внезапная смерть» (англ. sudden death). В 1970 году организаторы Открытого чемпионата США, заинтересованные в том, чтобы матчи не затягивались надолго, нарушая расписание, взяли на вооружение тай-брейк ван Алена в его первоначальной форме — при счёте 6-6 по геймам соперники играли до пяти выигранных мячей. Победа в сете присуждалась в том числе и при счёте 5-4 в тай-брейке.
Новая система, однако, вызвала раздражение игроков. Первой причиной было то, что она, по словам Тома Гормана, была покушением на святой Грааль тенниса — принцип «если ты не проигрываешь свою подачу, то ты не проигрываешь матч». Вторым поводом для недовольства был факт, что при счёте 6-6 в решающем сете и 4-4 в тай-брейке один мяч становился матч-болом для обеих сторон. Поэтому вскоре теннисный мир вернулся к принципу побед с разницей в два очка, но уже на тай-брейке (ван Ален иронически называл новую систему «затянувшейся смертью» — англ. lingering death).
Ещё одним нововведением ван Алена в теннисе стала впервые применённая в Ньюпорте электронная система демонстрации счёта. Он также первым позволил проведение матчей после наступления темноты.
Помимо Ньюпортского казино, ван Ален был вице-президентом книгоиздательской компании Farrar, Straus и владельцем сети еженедельных газет в Лонг-Айленде. Он постоянно занимался благотворительной деятельностью, одним из проявлений которой было спасение Ньюпортского казино; благодаря ему удалось спасти дневники писателя Джеймса Босуэлла и нью-йоркский Солдатский, матросский и авиаторский клуб; он также собрал коллекцию редких иберийских птиц для Американского музея естественной истории. Каждое Рождество ван Ален, президент Клуба дома Санта-Клауса, одетый в костюм этого персонажа, устраивал публичные чтения для детей в доме-музее Клемента Мура — автора популярного стихотворения «Визит святого Николая». Ван Ален планировал купить этот дом и превратить его в музей Санта-Клауса.
В июле 1991 года 88-летний Джимми ван Ален, по словам жены, к этому моменту ставший плохо видеть, упал с метровой высоты с террасы своего дома. Он умер в ньюпортской больнице от полученных при падении травм.